# The Ten Tenors
The Ten Tenors («Десять теноров», также известны как ТТТ) — австралийский музыкальный ансамбль.
Много гастролирует по Европе, Канаде и США, записывает музыкальные альбомы. Группа исполняет разнообразный репертуар, в том числе классические песни Queen «Bicycle Race», «Богемская рапсодия» и «Who wants to live forever», попурри Bee Gees, «Dancing Queen» группы ABBA, неожиданно переключаясь на отрывки опер и австралийские мелодии (Men at Work). Их последний альбом Here’s To The Heroes находится под сильным влиянием музыки Джона Барри.
Группа выработала инновационный подход к оперному голосу, для которого было не характерно совмещение нескольких музыкальных стилей. В том числе для этого были использованы и электронные средства обработки голоса. Их репертуар совмещает самостоятельно написанные произведения, импровизации с записью и монтажом (такие, как «Sundance») и аранжировки чужих произведений (например, Water/Va Pensiero).
Группа выпустила двойной компакт-диск (один студийный, второй концертный) под названием «Больше, чем жизнь» в 2004 г.; запись происходила в Австралии и Германии отдельные треки опубликованы в Австралии под названием «Tenology (The Best So Far)». Сопродюсерами выступили Энди Артурс и Ричард Велла. Часть этих записей ориентируется на классическое оперное пение, тогда как остальные содержат материал для более широкой не-оперной аудитории.

## Текущий состав
- Бенджамин (Бен) Кларк
- Грэм Фут
- Кеану Флетчер
- Стюарт «Санчо» Моррис
- Бойд Оуэн
- Дион Молинас
- Доминик «Панда» Смит
- Джордан Поллард
- Томас Берч
- Бен Стивенс

### Второй состав
- Шеннон Браун
- Дрю «Creamy» Graham
- Крейг Хендри

### Бывшие члены группы
Лиам Мак-Лахан, Шеннон Браун, Дион Молинас, Скотт Филдз, Джейсон Шорт, Дэвид «Билли» Кид, Адриан «Гари» Филлипс, Крейг «Бурс» Аткинсон, Брэдли Мак-Ко, Мэтью Хикки, Джейсон «Chopper» Тернбулл, Натан «Мертен» Нин, Эндрю «Fetchin Days» Прайор, д-р Джордж Форган-Смит, Розарио Ла Спина, Ким Киркман, Кент Мэддок, Гордон Харрис, Бернар Уитон, Джефф Тил, Стивен «Biscuit» Сауден, Крейг "Chendry " Хендри, Дрю «Creamy» Грэм, Джош Piterman, Люк «Кен Ли» Кеннеди, Тод Страйк.

## Дискография
CD
- 1998 — Tenorissimo!
- 1999 — Colours
- 2000 — Untied (в Европе One Is Not Enough)
- 2001 — A Not So Silent Night
- 2004 — Larger Than Life
- 2005 — Tenology (The Best Of So Far…)
- 2005 — A Not So Silent Night (ремастированный и ремиксованный, с новыми треками; распространялся на концертах в Германии и в качестве бонус-диска Tenology Limited Christmas Edition в США)
- 2006 — Here’s To The Heroes
- 2008 — Nostalgica
- 2009 — Amigos Para Siempre

VHS/DVD
- 2000 — Colours — VHS (только в Австралии и Новой Зеландии)
- 2002 — One Is Not Enough — DVD (только в Европе)
- 2004 — Larger Than Life — DVD (только в США, Канаде и Австралии)
- 2006 — Here’s To The Heroes — DVD

## Гастроли
Десять теноров поддерживают жёсткий график гастролей, проводя небольшие туры по всей Австралии, в частности, как хэдлайнеры спектакля винодельческой компании «День О’Грина», в штатах Квинсленд, Новый Южный Уэльс и городе Перт. Кроме того, они каждый год активно гастролируют в США, Германии и Новой Зеландии. В 2007 году выступали с премьерами в турах по Южной Африке и Франции.
В 2008 году «Десять теноров» впервые посетили Скандинавию, Корею и Россию, а также провели большой тур по Испании. Новое шоу называется «Nostalgica — A journey of Musical Memories», с ним группа планирует гастролировать по Австралии и Соединённым Штатам.